# Hämolymphe
Die Hämolymphe kommt bei einigen Tiergruppen als zirkulierende Körperflüssigkeit vor. Ein hoch entwickeltes Atmungssystem ermöglicht eine fast vollständige Reduzierung des Blutgefäßsystems. Dieses Phänomen kann man bei einigen Gliederfüßern, wie den Krebstieren (Kiemenatmungssystem) oder Insekten (Tracheensystem), beobachten. Bei diesen kommt es zu einer Verschmelzung der sekundären Leibeshöhle (Coelom) und der primären Leibeshöhle zum sogenannten Mixocoel. Im Mixocoel liegen die Nieren, die von einer meist farblosen Flüssigkeit umspült werden. Da ein offenes Blutkreislaufsystem vorliegt, kommt es zu einer Vermengung der Mixocoelflüssigkeit mit dem ursprünglichen Blut. Daher wird die Hämolymphe oft auch als „Blut der Insekten“ oder „Blut der Krebstiere“ bezeichnet.

## Funktion
Die Hämolymphe enthält keine roten Blutkörperchen und ähnelt einer Mischung von Blutplasma und Lymphflüssigkeit. Die meist farblose Flüssigkeit ist unter anderem Transporteur von Nährstoffen, Hormonen und Stoffwechselprodukten. Die Hämolymphe vermittelt den  Temperaturausgleich und hat bei der Abwehr von Krankheitserregern oder dem Wundverschluss eine ähnliche Funktion wie das menschliche Blut.

## Hämolymphtransport

### Allgemein
Das Herz ist ein stark verkürzter Schlauch, das in einem dorsal gelegenen Teil der Leibeshöhle, dem Perikardialsinus, liegt. Die Hämolymphe tritt durch segmentale, seitlich liegende Ostien (Öffnungen mit Ventilklappen) in das Herz ein, das sie durch Kontraktion der quergestreiften Herzmuskulatur in ein System aus offenen und geschlossenen Arterien drückt.
Früher oder später mündet die Hämolymphe in das Mixocoel. Es liegen keine Venen vor, die Hämolymphe dringt durch den entstehenden
Unterdruck im Herzen durch die Ostien wieder ins Herz ein. Bei ganz kleinen Vertretern der Arthropoden kommt es sogar zur völligen
Zurückbildung des Blutkreislaufsystems und einer veränderten Funktion der Hämolymphe.

### Bei Crustacea
Die Hämolymphe wird bei den Krebstieren ebenfalls vom Herzen durch Arterien ins Mixocoel gepresst. Dort sammelt sich die sauerstoffarme Hämolymphe in Bluträumen, die durch bindegewebige Septen begrenzt sind. Von dort dringt sie in die Kiemen vor und wird mit Sauerstoff angereichert und durch Gefäße dem Perikardialsinus zugeleitet.

### Bei Insekten

Strukturformel von Trehalose, einem Inhaltsstoff der Hämolymphe zahlreicher Insekten.

Das Herz liegt bei den Insekten im Abdomen und ist röhrenförmig. Vom Herz zieht sich eine kopfwärts anschließende Aorta (vergleichbar mit Rückengefäß der Anneliden). Die Kontraktion der quergestreiften ringförmigen Herzmuskulatur führt zu einer von hinten nach vorne fortschreitenden Verengung des Herzlumens. Dabei schließen sich die Ostien. Klappenartige Ventile im Herzmuskel verhindern das Zurückfließen des Blutersatzes. Die Hämolymphe tritt durch die Systole aus dem Herzen aus und durchfließt das Mixocoel, teilweise auch in diskreten Bahnen, und sammelt sich wieder im Perikardialsinus. Durch die Ostien gelangt die Hämolymphe wieder ins Herz.
Alternativ zu einem röhrenförmigen Herz kann die Pumpbewegung auch durch ein Ineinanderschieben von Abdominalsegmenten stattfinden, es können auch zusätzlich zum Herz Bein- oder Flügelherzen ausgeführt sein.
Die Hämolymphe zahlreicher Insekten enthält das Disaccharid Trehalose.